# Péra
Péra är en ort i Cypern.   Den ligger i distriktet Eparchía Lefkosías, i den centrala delen av landet, 19 km sydväst om huvudstaden Nicosia. Péra ligger 417 meter över havet och antalet invånare är 1 060. Den ligger på ön Cypern.
Terrängen runt Péra är platt åt nordost, men åt sydväst är den kuperad.Trakten runt Péra är ganska glesbefolkad, med 22 invånare per kvadratkilometer. Närmaste större samhälle är Nicosia, 18,7 km nordost om Péra. Trakten runt Péra består till största delen av jordbruksmark.